# Паганезе
«Паганезе» — итальянский футбольный клуб из города Пагани, выступающий в Высшем дивизионе Профессиональной лиги, третьем по силе дивизионе чемпионата Италии.
Основан в 1926 году. Домашние матчи проводит на арене «Стадио Марчелло Торре», вмещающем 5 093 зрителя.
«Паганезе» никогда в своей истории не поднимался в Серию А и Серию Б. Наивысшим достижением клуба в Серии C стало 2-е место в сезоне 1976/77.

## Известные игроки
- Андреа Коссу
- Армандо Пантанелли
- Режиналдо